# Code à longueur variable
Dans la théorie des codes, le code à longueur variable est un code qui associe les symboles de la source à un nombre variable de bits.
Les codes à longueur variable peuvent permettre à la source d'être compressée et décompressée avec une erreur nulle: il s'agit d'une compression sans perte. L'opération inverse du codage est alors possible pour chaque symbole. À partir d'une bonne stratégie de codage, une source i.i.d peut être compressée arbitrairement proche de son entropie, ce qui permet par exemple d'associer des mots longs aux symboles sources les moins fréquents. C'est la différence avec les méthodes de codage à longueur fixe.
Ce code est surtout utilisé dans la compression d'image et de vidéo. Les applications directes les plus connues sont les suivantes : le codage de Huffman, le codage de Lempel-Ziv et le codage arithmétique.